# Behring-Villa

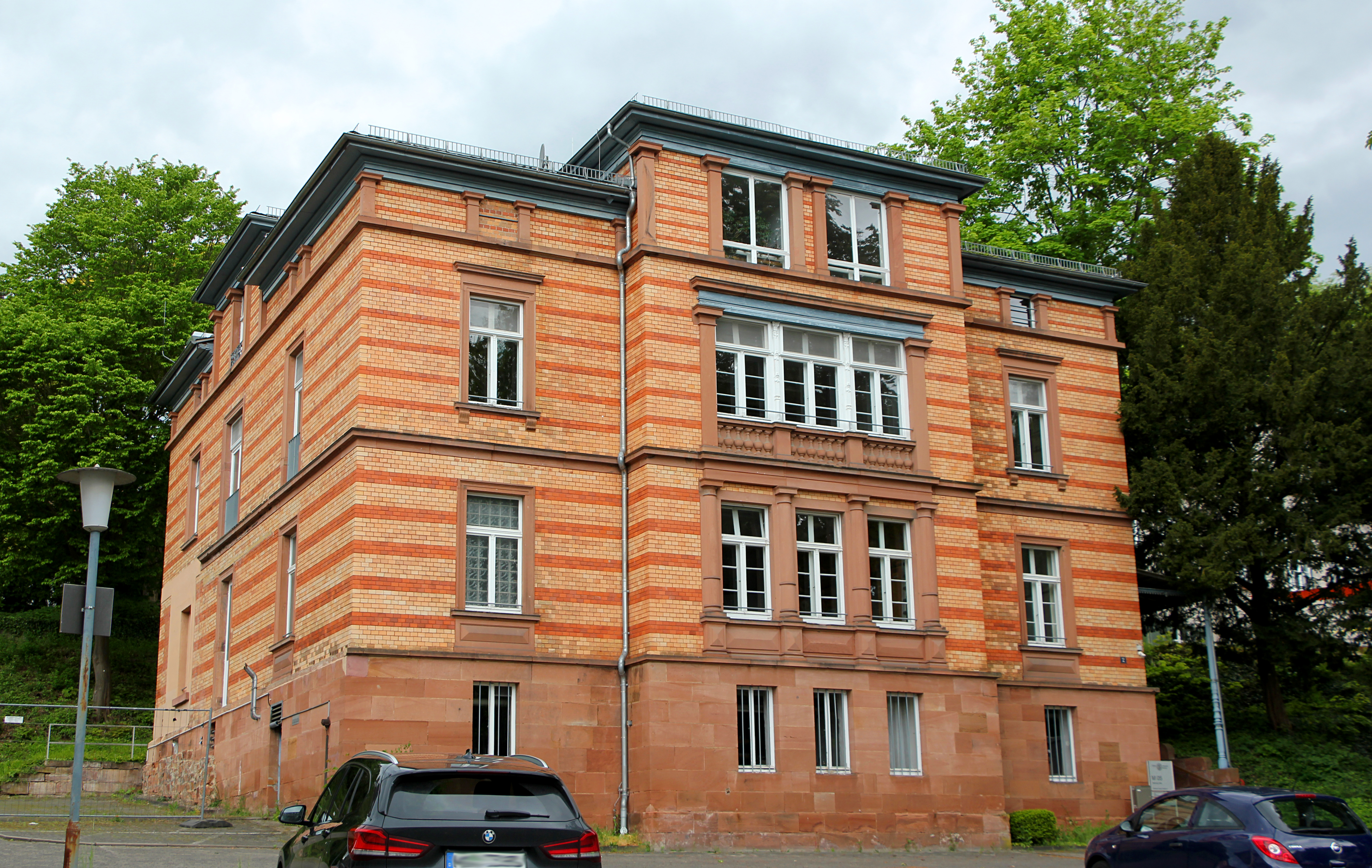
Die Behring-Villa, von Osten aus gesehen

Die Behring-Villa in der Wilhelm-Roser-Straße 2 in Marburg wurde 1883 von dem Chirurgen Wilhelm Roser erbaut und später von Emil von Behring, dem ersten Nobelpreisträger der Medizin, als Wohnsitz für seine Familie erworben. Seit 1955 gehört das Gebäude der Philipps-Universität Marburg, die es für verschiedene wissenschaftliche und administrative Einrichtungen nutzt.

## Geschichte und Nutzung
Die Behring-Villa wurde ursprünglich als repräsentativer Wohnsitz für Wilhelm Roser, einen angesehenen Chirurgen und Professor, erbaut. Im Jahr 1899 erwarb Emil von Behring das Gebäude, das bis zu seinem Tod im Jahr 1917 als sein Wohnsitz diente. Von Behring war besonders für seine Forschung zur Serumtherapie bekannt und gilt als einer der bedeutendsten Mediziner seiner Zeit. Unter seiner Nutzung wurde die Villa weiter verziert, einschließlich des Anbaus eines Wintergartens an der Südwestecke des Gebäudes.
Behring ließ auf der Südwestseite des Hauses neben dem Gewächshaus auch einen Stall für die Kutschpferde errichten. 1955 erwarb die Universität Marburg das 3.169 m² große Anwesen von der Erbengemeinschaft Behring und nutzte das Gebäude für verschiedene Einrichtungen, darunter das Institut für Papyrusforschung, das Dekanat und Teile des Fachbereichs Pharmazie und Lebensmittelchemie sowie eine Abteilung der Biologie. Im Jahr 1960 wurde im Obergeschoss die Dienstwohnung des Verwaltungsdirektors, Achaz von Thümen, eingerichtet.

## Architektur
Die Behring-Villa ist eine repräsentative Villa im Stil der zweiten Hälfte des 19. Jahrhunderts. Das Gebäude ist aus Rotklinker mit einer roten Sandsteinbasis errichtet und weist zwei Stockwerke und ein Dachgeschoss auf, das von einem verschieferten Walmdach mit ursprünglich einem Belvedere abgeschlossen wird. Besonders markant ist die zur Wilhelm-Roser-Straße gerichtete Ostfassade, die durch einen dreiachsigen Mittelrisalit mit eigenem Walmdach gegliedert wird. Die Fassade ist durch Rotklinkerbänder und Gesimse horizontal betont.
Im Erdgeschoss des Mittelrisalits befand sich ursprünglich ein Studierzimmer, das durch vier dorische Halbsäulen betont wird. Im Obergeschoss ist ein Salon zu finden, der mit seitlichen Pfeilervorlagen und einer vorgelegten Loggia ausgestattet war. Das Gebäude hat an der Südseite eine dreiachsige Hausseite mit einem mittigen Zwerchhaus und an der Nordseite einen Zugang über eine einläufige Treppe. Ein gusseisern geschützter, verglaster Regenschutzvorbau wurde in den 1900er Jahren ergänzt.
Im Inneren des Gebäudes gab es mehrere bauliche Veränderungen durch von Behring. 1908 und 1910 wurden Umgestaltungen vorgenommen, 1940 wurde der gläserne Wintergarten an der Südwestecke des Hauses abgebrochen, und die Haupttreppe verlegt.
Durch den Abriss des ehemaligen Pferdestalls und der Anbauten sowie die Schaffung von Parkplätzen vor dem Gebäude hat das Anwesen einen Teil seines ursprünglichen Charakters als herrschaftliche Villa des ausgehenden 19. Jahrhunderts mit dem parkartigen Garten eingebüßt.

## Nutzung
Das Gebäude wird heute von der Philipps-Universität Marburg genutzt, unter anderem für Verwaltungs- und akademische Zwecke. Es dient unter anderem als Prüfungsamt und Dekanat der Pharmazie.

## Denkmalschutz
Die Behring-Villa wurde aufgrund ihrer architektonischen Bedeutung und ihrer Rolle in der Geschichte der Stadt und der Universität Marburg als Kulturdenkmal eingestuft. Sie stellt ein herausragendes Beispiel für den repräsentativen Villenbau des späten 19. Jahrhunderts dar.